# Cantone di Viry-Châtillon
Il Cantone di Viry-Châtillon è una divisione amministrativa dell'arrondissement di Évry.
A seguito della riforma approvata con decreto del 24 febbraio 2014, che ha avuto attuazione dopo le elezioni dipartimentali del 2015, è passato da 1 a 2 comuni.

## Composizione
Prima della riforma del 2014 comprendeva il solo comune di Viry-Châtillon.
Dal 2015 i comuni appartenenti al cantone sono i seguenti 2:
- Grigny
- Viry-Châtillon